# Barbara Harelová
Barbara Harelová (* 5. květen 1977 Nantes, Francie) je bývalá reprezentantka Francie v judu.

## Sportovní kariéra
Jako juniorská mistryně Evropy dostala poprvé příležitost k reprezentaci ve 23 letech na mistrovství Evropy. Tehdejší reprezentační jednička Magali Baton se připravovala na olympijské hry v Sydney a nic nenasvědčovalo tomu, že by o účast mohla přijít. Jenže stalo se to, s čím málokdo počítal. Harelová mistrovství Evropy v roce 2000 vyhrála a nakonec přesvědčila trenéry (nominační komisi) o své nominaci pro Sydney. Podobným způsobem proplula celou svojí kariéru. Dala komisi pocit své nepostradatelnosti, ale vystoupení na hlavním turnaji sezony končilo pro francouzské judo neúspěšně.
Olympijských her se účastnila celkem třikrát. Pokaždé musela v prvním kole řešit náročný los. Až na třetí pokus v roce 2008 se jí podařilo postoupit do druhého kola, ale následovala opět těsná porážka. Do bojů o medaile se vždy dostávala přes opravy a nejblíž medaili byla v roce 2008. V zápase s domácí Su Jan se ujala vedení po uki-waza za wazari, ale náskok neuhlídala. Ve druhé minutě jí Číňanka kontrovala technikou uči-mata-makikomi za ippon. Sportovní kariéru ukončila po sezoně 2010.

## Výsledky
| Turnaj             | 1995       | 1996       | 1997       | 1998       | 1999       | 2000       | 2001       | 2002       | 2003       | 2004       | 2005       | 2006       | 2007       | 2008       |
| Turnaj             | 18         | 19         | 20         | 21         | 22         | 23         | 24         | 25         | 26         | 27         | 28         | 29         | 30         | 31         |
| Turnaj             | lehká váha | lehká váha | lehká váha | lehká váha | lehká váha | lehká váha | lehká váha | lehká váha | lehká váha | lehká váha | lehká váha | lehká váha | lehká váha | lehká váha |
| ------------------ | ---------- | ---------- | ---------- | ---------- | ---------- | ---------- | ---------- | ---------- | ---------- | ---------- | ---------- | ---------- | ---------- | ---------- |
| Olympijské hry     |            | —          |            |            |            | 7.         |            |            |            | 5.         |            |            |            | 5.         |
| Mistrovství světa  | —          |            | —          |            | —          |            | —          |            | 5.         |            | —          |            | úč.        |            |
| Mistrovství Evropy | —          | —          | —          | —          | —          | 1.         | 3.         | 5.         | 5.         | —          | —          | 1.         | úč.        | 3.         |
| ME juniorů         | 1.         |            |            |            |            |            |            |            |            |            |            |            |            |            |